# Isola di Nerpa
L'isola di Nerpa (in russo: Остров Нерпа, ostrov Nerpa) è un'isola russa nell'Oceano Artico che fa parte dell'arcipelago della Terra di Francesco Giuseppe.

## Geografia
L'isola di Nerpa si trova nella parte occidentale della Terra di Francesco Giuseppe; è situata nella baia del Nord (бухта Северной, buchta Severnoj) nella costa sud-orientale della Terra di Alessandra. Ha una forma allungata con lunghezza massima di circa 200 m e una larghezza di circa 100 m.
L'isola prende il nome della nave del Dipartimento Idrografico "Nerpa", che la scoprì nel 1950.

## Isole adiacenti
- Terra di Alessandra (Земля Александры, Zemlja Aleksandry).